# Паркер Стрип (Аризона)
Паркер Стрип (енгл. Parker Strip) насељено је место без административног статуса у америчкој савезној држави Аризона.

## Демографија
По попису из 2010. године број становника је 662, што је 2.64 (-80,0%) становника мање него 2000. године.
| Група             | 2000.         | 2010.       |
| Белци             | 2.852 (86,4%) | 605 (91,4%) |
| Афроамериканци    | 19 (0,6%)     | 2 (0,3%)    |
| Азијати           | 27 (0,8%)     | 5 (0,8%)    |
| Хиспаноамериканци | 299 (9,1%)    | 37 (5,6%)   |
| Укупно            | 3.302         | 662         |